# Bovadzor
Bovadzor (en arménien Բովաձոր ; anciennement Maksim Gorki) est une communauté rurale du marz de Lorri en Arménie. En 2008, elle compte 280 habitants.